# Rhamnus heterophylla
Rhamnus heterophylla là một loài thực vật có hoa trong họ Táo. Loài này được Oliv. miêu tả khoa học đầu tiên năm 1888.